# Monbetsu
Monbetsu (紋別市?, Monbetsu-shi) è una città del Giappone situata nella zona nord-orientale della prefettura di Hokkaidō. Fa parte della giurisdizione dell'ufficio sottoprefettizio generale di Okhotsk, equiparabile a quella di una sottoprefettura.
Il nome deriva dal vocabolo mopet, che in lingua ainu significa fiume tranquillo. Viene spesso chiamata Okhotsk-Monbetsu, per distinguerla dalla cittadina di Monbetsu situata nella sottoprefettura di Hidaka.